# Jorge Pérez Rubio
Jorge Pérez Rubio (c. 1975) es un líder indígena amazónico del pueblo uitoto muruy y contable peruano. Desde 2021 es presidente del Consejo Directivo Nacional de la Asociación Interétnica de Desarrollo de la Selva Peruana.

## Biografía
Jorge Pérez Rubio es contador de profesión y también es reconocido por su vocación periodística y literaria. Es originario del pueblo Murui-Muinanɨ de la familia etnolingüística Huitoto. Fue presidente de la Organización Regional de los Pueblos Indígenas del Oriente (ORPIO), que articula a 23 federaciones indígenas en el departamento de Loreto.
Como presidente de ORPIO ha representado a su organización en temas relacionados con la hidrovía amazónica reivindicando el conocimiento ancestral de los pueblos amazónicos, sus derechos territoriales y contra la contaminación ambiental de sus comunidades. Ha sido representante de los pueblos amazónicos en la elaboración de propuestas frente al cambio climático que fueron presentadas al Ministerio del Ambiente.

### Presidente del Consejo Directivo Nacional de la AIDESEP
Fue electo presidente de la Asociación Interétnica de Desarrollo de la Selva Peruana para el periodo 2021-2026 el 9 de agosto de 2021 en una asamblea que se desarrolló en la ciudad de Pucallpa, en la Región Ucayali y que contó con la participación de 137 líderes amazónicos, de las regiones de Huánuco, Loreto, Amazonas, San Martín, Junín y Madre de Dios. La presidencia de Jorge Pérez, representa a 1809 comunidades amazónicas en las que viven más de 650,000 mujeres y hombres indígenas, que forman parte de 64 pueblos indígenas.